# Теодора Генчовська
Теодора Димитрова Генчовська (болг. Теодора Димитрова Генчовска; нар. 23 травня 1971, Павликени) — болгарська державна службовиця, політична діячка від партії «Є такий народ», за фахом історик. Міністр закордонних справ у 2021—2022 роках. Заступниця міністра оборони з 2 серпня 2022 року.

## Життєпис
Народилася 23 травня 1971 року в місті Павликени. Здобула диплом історика в Софійському університеті ім. Св. Климента Охридського, після чого закінчила Військову академію ім. Георгія Раковського. Пройшла низку курсів і вишколів у Європі та США в галузі політики та планування, міжнародних відносин і військової дипломатії.
Свою професійну кар'єру розпочав як експертка з безпеки та оборони в Генеральному штабі болгарської армії, де пройшла всі рівні системи, дослужившись до начальника відділу НАТО та Євросоюзу в Міністерстві оборони. Працює радницею з питань оборони у Постійному представництві Болгарії при ЄС і Постійному представництві Болгарії в НАТО. Бере участь у складі болгарських делегацій на самітах держав-членів Альянсу у Стамбулі, Вельсі, Варшаві та Брюсселі. Головна експертка адміністрації президента Румена Радева.
У липні 2021 року партія «Є такий народ» висунула її кандидатуру на посаду міністра оборони Болгарії у пропонованих складах урядів Николи Василева і Пламена Николова. З 13 грудня 2021 до 2 серпня 2022 року очолювала Міністерство закордонних справ в уряді Кирила Петкова.